# Where Were You
«Where Were You» (с англ. — «Где же ты был») — песня, записанная валлийской певицей Бонни Тайлер для ее восьмого студийного альбома Bitterblue (1991). Авторами песни стали Альберт Хаммонд и Холли Найт, продюсером выступил Рой Бриттан.
Она была выпущена в 1992 году как третий сингл с альбома на лейбле Hansa Records, однако сингл не повторил успехов предыдущих синглов, «Bitterblue» и «Against the Wind», попав лишь в радио-чарт Германии.

## Чарты
| Чарт (1992)               | Пиковая позиция |
| ------------------------- | --------------- |
| Германия (Airplay Charts) | 43              |